# Der Berg ruft
Der Berg ruft ist ein deutscher Bergfilm aus dem Jahr 1937/1938. Er schildert dramatisch zugespitzt und verdichtet die Erstbesteigung des Matterhorns. Er beruht auf dem Tatsachenroman Der Kampf ums Matterhorn von Carl Haensel.

## Handlung

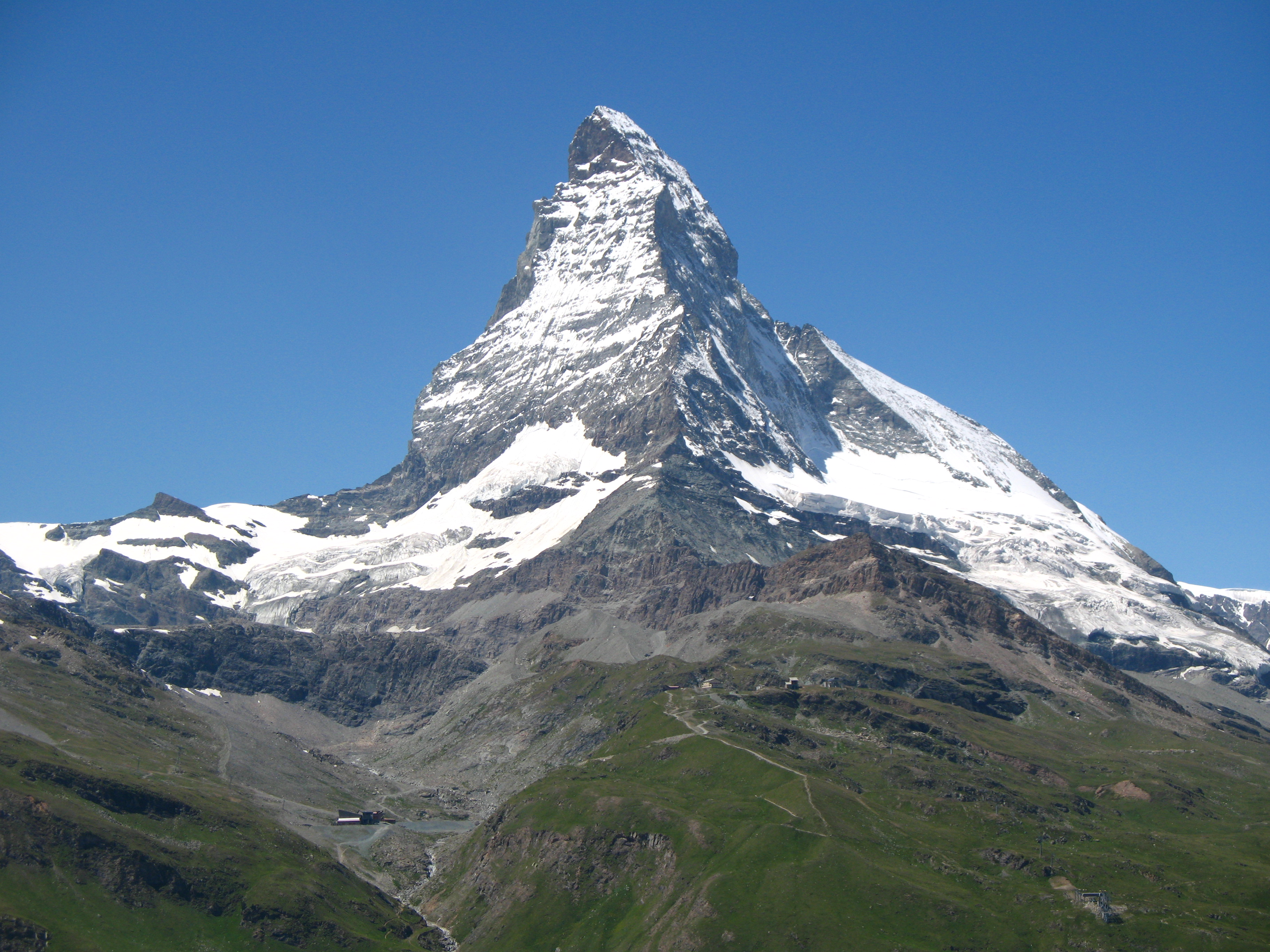
Das Matterhorn von der Schweiz aus

Der italienische Bergsteiger Carrel ist in seinem Heimatdorf Breuil-Cervinia als Tagdieb und Nichtsnutz verschrien, denn er beschäftigt sich nur mit einer Aufgabe: das Matterhorn als Erster zu besteigen. Die Einheimischen nennen das Matterhorn in ihrer Mundart schlicht Gran Becca, Großer Berg. Bei einer Bergtour begegnet er dem englischen Alpinisten Edward Whymper. Auch der ist besessen von dem Wunsch, als Erster auf dem Gipfel dieses bisher unbezwungenen Berges zu stehen. Nach anfänglichen Auseinandersetzungen freunden sich die beiden Männer an und geben sich das Wort, im kommenden Jahr gemeinsam das Matterhorn zu ersteigen.
Zum festgesetzten Zeitpunkt, im Sommer 1865, trifft Whymper wieder bei seinem Freund ein und schenkt ihm einen kostbaren Eispickel. Carrel revanchiert sich mit einem Adlerflaum, „selbst geschossen“. Beide sind fest entschlossen, in den nächsten Tagen zur vereinbarten Tour aufzubrechen. Uneins ist man nur darüber, von welcher Seite man in den Berg einsteigen will. Für Carrel als Italiener darf die Besteigung nur von Breuil, also von Italien aus beginnen. Whymper glaubt dagegen, der Einstieg vom Schweizer Fußpunkt sei weniger gefährlich. Diese Frage weckt ein Interesse, das weit über das rein Alpinistische hinausgeht. Beide Dörfer am Fuße des Matterhorns, Breuil und Zermatt, hoffen auf einen Strom zahlungskräftiger Touristen, wenn jeweils ihr Name als Ausgangspunkt der Erstbesteigung weltbekannt wird. Das wenige Jahre zuvor (1861) wiedervereinigte Italien sieht in der Bezwingung dieses „italienischen“ Berges durch Italiener eine nationale Aufgabe. Die Regierung in Turin stellt eine wohl ausgerüstete Expedition zusammen, deren Führer der erfahrene Carrel sein soll. Dieser beruft sich auf das dem Engländer gegebene Ehrenwort und verweigert seine Teilnahme. Da greift der Hotelier von Breuil zu einer üblen List. Er entwendet Carrels Eispickel und schickt dessen labilen Freund Luc Meynet zusammen mit der Botschaft: „Carrel kommt nicht.“ zu Whymper. Meynet kehrt mit dem Adlerflaum zurück. Carrel glaubt sich von seinem Wort entbunden und entschließt sich nun, die italienische Gruppe zu führen. Der Engländer fühlt sich verraten. Mit Schweizer Bergführern und drei englischen Alpinisten bricht er sofort auf. Der Wettlauf zur Bergspitze hat begonnen.
Am 14. Juli 1865 erreicht Whymper den unberührten Gipfel. Einige hundert Meter unterhalb entdeckt er die italienischen Bergsteiger. Diese kehren enttäuscht um, als sie die Gestalten in der Höhe wahrnehmen. Whymper dokumentiert die Erstbesteigung auf einem Zettel und vergräbt ihn in einer Flasche. Beim Abstieg kommt es zur Katastrophe: Ein Engländer rutscht ab, das Sicherungsseil reißt, vier Teilnehmer stürzen in den Tod. „Das Seil ist gerissen!“ Mit diesen Worten eilt Whymper an den entsetzten Gästen des schon vorbereiteten Siegesbanketts im Zermatter Hotel vorbei. Die Worte pflanzen sich in der wartenden Menge fort. „Meine Seile reißen nicht!“ entgegnet der Seilermeister. Er beschuldigt den Engländer, er habe, um seine Haut zu retten, das Seil zerschnitten und selbstsüchtig die Kameraden geopfert. Wie ein Lauffeuer verbreitet sich dieses Gerücht. Whymper wird vor Gericht angeklagt, die Zweifel an seinen bergsteigerischen Fähigkeiten wachsen, das gerissene Seil, Hauptindiz für seine Unschuld, wird nicht gefunden.
Carrel hört von dem Verfahren. Im Alleingang bezwingt er in Nacht und Sturm das Matterhorn. Am Gipfel entdeckt er Whympers Flasche. Er liest: „...kehrt Carrel […] als Geschlagener zurück und büßt also seinen Verrat an uns.“ Schlagartig durchschaut er die gegen ihn gesponnene Intrige. Er findet das Seil und denkt kurz darüber nach, das zerrissene Seilende mit dem Eispickel abzuschlagen. Mit letzter Kraft stürmt er zurück und legt das Seilende auf den Richtertisch. Whymper ist rehabilitiert.

## Hintergrund
Der Film um die Erstbesteigung des Matterhorns ist ein Remake von Nunzio Malasommas Stummfilm Der Kampf ums Matterhorn aus dem Jahr 1928, in dem Trenker auch schon die Rolle von Carrel gespielt hatte. Trenker war mit der technischen Umsetzung des ersten Films und dessen historischer Genauigkeit unzufrieden und wollte mit besserer technischer Ausrüstung die Geschichte ein zweites Mal verfilmen. Dazu meinte er: „Die stumme Fassung hatte mich nicht befriedigt, sie war zu sehr vom tatsächlichen Geschehen abgewichen, was mir keine Ruhe ließ.“ Die Außenaufnahmen fanden 1937 in Zermatt und am Matterhorn statt. Zudem wurde der Film als eine deutsch-englische Koproduktion mit zwei unterschiedlichen Hauptdarstellerinnen gedreht. Die Rolle von Heidemarie Hatheyer, die in Der Berg ruft ihr Leinwanddebüt gab, spielte in der britischen Version Joan Gardner.
Die Reichsfilmkammer störten vor allem der internationale Charakter und der neutrale Drehort der Handlung. Trotzdem erhielt der Film das Prädikat „Künstlerisch wertvoll“ der Filmprüfstelle. Die Uraufführung war am 6. Januar 1938 in Berlin im UFA-Palast am Zoo.

## Kritiken
„In beeindruckenden Aufnahmen schildert Luis Trenker die Ereignisse um die Erstbesteigung des Matterhorns im Jahr 1864.“

„Unterhaltsamer, professionell gemachter Bergsteigerfilm für einschlägig Interessierte.“

„(…) technisch versierter Film mit einer maßgeschneiderten Rolle für Trenker (…). (Wertung: 2½ von 4 möglichen Sternen – überdurchschnittlich)“

„Heute noch sehenswert.“

„Die Geschichte der Erstbesteigung des Matterhorns wird in Trenkers Film über die rein bergsteigerische Leistung hinaus zum Sinnbild der Auseinandersetzung des Menschen mit der Natur.“